# 절멸준위협종
절멸준위협종 또는 준위협종은 가까운 미래에 멸종위기에 처할 수 있어 국제자연보전연맹(IUCN)이 "준위협종"(Near Threatened, NT)으로 분류한 종을 말하지만, 현재는 위협 기준에 해당하지는 않는다.
IUCN은 위기에 처한 분류군을 적절한 간격으로 재평가하는 것이 중요하다고 지적한다.
위협에 가까운 분류군에 사용되는 근거에는 일반적으로 숫자나 범위의 감소와 같이 그럴듯하거나 거의 충족되는 취약성의 기준이 포함된다. 2001년부터 평가된 준위협종은 위협을 방지하기 위한 보존 노력에 의존하는 종일 수도 있지만, 이전에는 이 보전 의존종에 별도의 범주("보존 의존종", conservation-dependent species)가 부여되었다.
또한 402종의 보전 의존 분류군도 거의 멸종 위기에 처한 것으로 간주될 수 있다.

## 같이 보기
- 분류:IUCN 적색 목록 준위협종